# Gunnargölen, Blekinge
Gunnargölen är en sjö i Karlskrona kommun i Blekinge och ingår i Lyckebyåns huvudavrinningsområde. Sjön har en area på 0,0543 kvadratkilometer och ligger 106,2 meter över havet.

## Delavrinningsområde
Gunnargölen ingår i det delavrinningsområde (625889-149014) som SMHI kallar för Namn saknas. Medelhöjden är 108 meter över havet och ytan är 63,6 kvadratkilometer. Räknas de 34 avrinningsområdena uppströms in blir den ackumulerade arean 643,83 kvadratkilometer. Avrinningsområdets utflöde Lyckebyån mynnar i havet. Avrinningsområdet består mestadels av skog (64 procent), öppen mark (15 procent) och jordbruk (13 procent). Avrinningsområdet har 0,27 kvadratkilometer vattenytor vilket ger det en sjöprocent på 0,4 procent.